# 普里斯特维茨
普里斯特维茨（德語：Priestewitz）是德国萨克森州的一个市镇，隶属于迈森县。总面积为61.29平方千米，截至2020年总人口为3181人。